# Richard Jouve
Richard Jouve (Briançon, 25 ottobre 1994) è un fondista francese, vincitore di una Coppa del Mondo di sprint e di due medaglie di bronzo olimpiche.

## Biografia
Jouve, originario di Val-des-Prés, ha debuttato in campo internazionale in occasione dei I Giochi olimpici giovanili invernali di Innsbruck nel 2012 e ha esordito in Coppa del Mondo il 17 gennaio 2015 nella sprint di Otepää, classificandosi 49º. Ha esordito ai Campionati mondiali a Falun 2015, dove è stato 33º nella sprint, e ha ottenuto il primo podio in Coppa del Mondo il 7 marzo successivo a Lahti, classificandosi 3º sempre in una sprint. Ai Mondiali di Lahti 2017 è stato 16º nella sprint e 11º nella sprint a squadre e ai XXIII Giochi olimpici invernali di Pyeongchang 2018, sua prima presenza olimpica, ha vinto la medaglia di bronzo nella sprint a squadre e si è classificato 16º nella sprint; nella stagione successiva ai Mondiali di Seefeld in Tirol ha vinto la medaglia di bronzo nella staffetta ed  è stato 4º nella sprint e 5º nella sprint a squadre, mentre a quelli di Oberstdorf 2021 si è classificato 7º nella sprint e 4º nella sprint a squadre.
L'anno dopo ai XXIV Giochi olimpici invernali di Pechino 2022 ha vinto la medaglia di bronzo nella staffetta e si è piazzato 49º nella 15 km, 7º nella sprint e 7º nella sprint a squadre; il successivo 3 marzo ha conquistato il primo successo in Coppa del Mondo nella sprint di Drammen, mentre l'11 marzo, dopo un'altra vittoria nella sprint di Falun, si è aggiudicato la Coppa del Mondo di sprint. Ai Mondiali di Planica 2023 ha conquistato la medaglia di bronzo nella sprint a squadre ed è stato 14º nella sprint e 4º nella staffetta e a quelli di Trondheim 2025 si è classificato 8º nella sprint e 5º nella sprint a squadre.

## Palmarès

### Olimpiadi
- 2 medaglie:
  - 2 bronzi (sprint a squadre a Pyeongchang 2018; staffetta a Pechino 2022)

### Mondiali
- 2 medaglie:
  - 2 bronzi (staffetta a Seefeld in Tirol 2019; sprint a squadre a Planica 2023)

### Mondiali juniores
- 1 medaglia:
  - 1 argento (staffetta a Val di Fiemme 2014)

### Coppa del Mondo
- Miglior piazzamento in classifica generale: 4º nel 2022
- Vincitore della Coppa del Mondo di sprint nel 2022
- 18 podi (13 individuali, 5 a squadre):
  - 5 vittorie (4 individuali, 1 a squadre)
  - 5 secondi posti (3 individuali, 2 a squadre)
  - 8 terzi posti (6 individuali, 2 a squadre)

#### Coppa del Mondo - vittorie
| Data            | Località    | Nazione  | Spec.                  |
| --------------- | ----------- | -------- | ---------------------- |
| 3 marzo 2022    | Drammen     | Norvegia | SP TC                  |
| 11 marzo 2022   | Falun       | Svezia   | SP TC                  |
| 9 dicembre 2022 | Beitostølen | Norvegia | SP TC                  |
| 22 gennaio 2023 | Livigno     | Italia   | TS TL (con Renaud Jay) |
| 28 gennaio 2023 | Les Rousses | Francia  | SP TC                  |

Legenda:

SP = sprint

TS = sprint a squadre

TC = tecnica classica

TL = tecnica libera

#### Coppa del Mondo - competizioni intermedie
- 7 podi di tappa:
  - 3 secondi posti
  - 4 terzi posti